# Arthur Barrett Donnelly
Arthur Barrett Donnelly (St. Louis, 31 de mayo de 1875 - Blue Ridge Summit, 29 de julio de 1919) fue un oficial del ejército de los Estados Unidos a fines del siglo XIX y principios del XX.

## Biografía
Donnelly nació en St. Louis, Misuri el 31 de mayo de 1875. El 7 de diciembre de 1892, se alistó en el 1.º Regimiento de Infantería de Misuri. Durante la Guerra hispano-estadounidense, Donnelly comandaba su compañía y, cuando participó en la Expedición punitiva contra Pancho Villa en 1916, comandaba su regimiento. El 8 de enero de 1917 fue ascendido a ayudante general de la Guardia Nacional de Missouri, con el rango de general de brigada. El 25 de marzo de 1917, el gobernador de Misuri le dio a Donnelly un permiso de ausencia indefinida para asumir el mando de la 1.ª Infantería de Misuri. Después de su nombramiento como general de brigada el 5 de agosto de 1917, estuvo al mando de la 69.ª Brigada de Infantería en lo que ahora es Fort Sill.
Además de su servicio en el ejército, Donnelly trabajó en Hamilton-Brown Shoe Company de 1901 a 1906 como gerente del departamento de fábrica y de 1906 a 1908 como asistente del superintendente de fábrica y comprador. Más tarde se desempeñó como presidente del productor de artículos de cuero Arthur B. Donnelly and Company, así como de Interstate Mercantile Company y Missouri Paint Varnish Company.
En abril de 1918, Donnelly fue acusado de conducta impropia de un oficial por beber, apostar y permitir que los oficiales bajo su mando lo hicieran. En lugar de enfrentarse a una corte marcial, renunció a su nombramiento de general de brigada y solicitó una comisión en un rango inferior. Donnelly fue comisionado como comandante y asignado al 71.º Regimiento de Infantería de la 11.ª División de Infantería en Fort George G. Meade, Maryland.
Mientras realizaba un recorrido turístico por la costa este de la posguerra, Donnelly murió en un accidente automovilístico cerca de Blue Ridge Summit, Pensilvania el 29 de julio de 1919. El accidente hirió a su esposa, hija, dos hijos y otros pasajeros. Donnelly fue enterrado en el cementerio y mausoleo Calvary en St. Louis.

## Vida personal
Donnelly se casó con Anna Pike Renick el 10 de mayo de 1898. Era miembro de la Iglesia Católica y republicano.